# Valtimo
Valtimo [ˈvɑltimɔ] war bis zum 31. Dezember 2019 eine Gemeinde im Osten Finnlands mit 2143 Einwohnern (Stand 31. Dezember 2018). Es war die nördlichste Gemeinde der Landschaft Nordkarelien an der Grenze zu den Landschaften Kainuu und Nordsavo. Am 1. Januar 2020 wurde Valtimo in die Stadt Nurmes eingemeindet.
Das Ortszentrum von Valtimo liegt an der Staatsstraße 6 zwischen den Seen Valtimojärvi und Haapajärvi. Die Landschaft von Valtimo ist von Hügeln (vaara), Hügelrücken (harju) und Wäldern geprägt. Die Anhöhen sind bis zu 335 Meter hoch.
Als Finnland nach dem Zweiten Weltkrieg Ostkarelien an die Sowjetunion abtreten musste, wurden über 1.000 orthodoxe, karelischsprachige Flüchtlinge aus dem ostkarelischen Grenzgebiet in Valtimo angesiedelt, und zwar geschlossen im Dorf Rasimäki. Dort hat sich die karelische Kultur bis heute halten können. Valtimo hatte von allen finnischen Gemeinden nach Ilomantsi den zweithöchsten orthodoxen Bevölkerungsanteil. Laut einer Untersuchung von 2005 sprechen in Valtimo noch rund 100 Personen Karelisch.
Zu Valtimo gehören außer dem Ortszentrum die Siedlungen Elomäki, Haapakylä, Halmejärven metsänhoitopiiri, Halmejärvi, Hirsiniemi, Karhunpää, Koiravaara, Koppelojärvi, Maanselkä, Pajukoski, Rasimäki, Sivakkajoki, Sivakkavaara und Ylä-Valtimo.

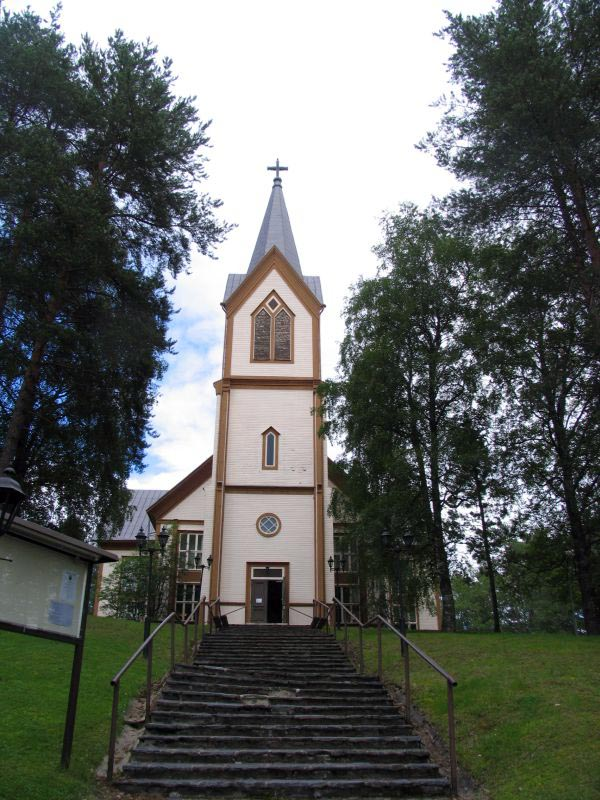
Kirche von Valtimo
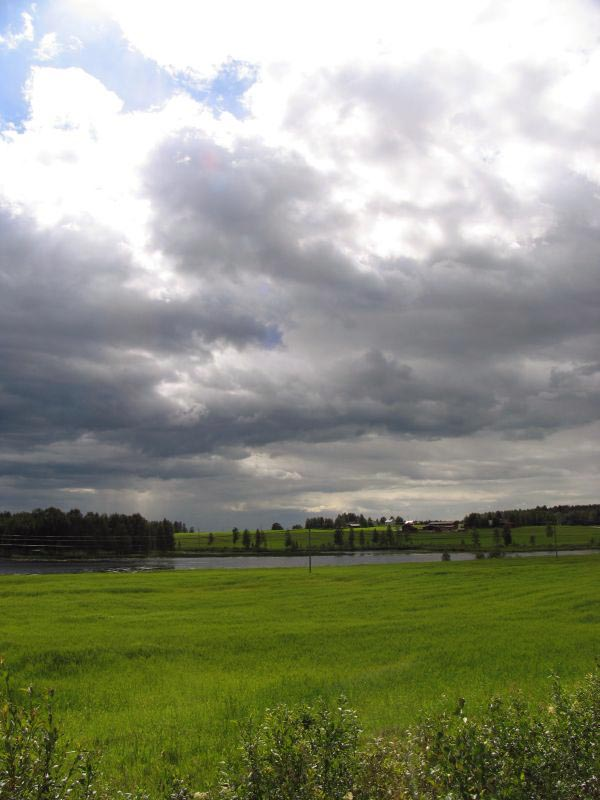
Landschaft bei Valtimo

## Persönlichkeiten
- Jarmo Kärnä (* 1958), Weitspringer